# Dear White People (serie de televisión)
Dear White People (en español: Queridos blancos), es una serie de televisión de Netflix, del género comedia satírica y comedia dramática basada en una película del 2014 con el mismo nombre, creada y dirigida por Justin Simien, quien volvió como escritor y director de varios capítulos.
La serie sigue a un grupo de estudiantes negros en una prestigiosa escuela predominantemente blanca que se enfrentan a la injusticia social. Cada episodio se centra en un personaje en particular. Netflix solicitó 10 episodios de 30 minutos y la primera temporada fue estrenada el 28 de abril de 2017. La segunda temporada se estrenó en la misma plataforma el 4 de mayo de 2018. En junio de 2018 se anunció que la serie había sido renovada por una tercera temporada, estrenada el 2 de agosto de 2019.

## Personajes
| Personaje                | Actor                    | Temporadas | Temporadas | Temporadas | Notas  |
| Personaje                | Actor                    | 1          | 2          | 3          | Notas  |
| ------------------------ | ------------------------ | ---------- | ---------- | ---------- | ------ |
| Samantha White           | Logan Browning           | Principal  | Principal  | Principal  | [ 7 ]  |
| Troy Fairbanks           | Brandon P. Bell          | Principal  | Principal  | Principal  | [ 7 ]  |
| Lionel Higgins           | DeRon Horton             | Principal  | Principal  | Principal  | [ 8 ]  |
| Colandrea "Coco" Conners | Antoinette Robertson     | Principal  | Principal  | Principal  | [ 9 ]  |
| Gabe Mitchell            | John Patrick Amedori     | Principal  | Principal  | Principal  | [ 9 ]  |
| Reggie Green             | Marque Richardson        | Principal  | Principal  | Principal  | [ 9 ]  |
| Joelle Brooks            | Ashley Blaine Featherson | Principal  | Principal  | Principal  | [ 9 ]  |
| Narrador                 | Giancarlo Esposito       | Principal  | Principal  |            | [ 10 ] |
| Dean Fairbanks           | Obba Babatundé           | Recurrente | Recurrente | Recurrente | [ 11 ] |
| Al                       | Jemar Michael            | Recurrente | Recurrente | Recurrente |        |
| Rashid Bakr              | Jeremy Tardy             | Recurrente | Recurrente | Recurrente |        |
| Ikumi                    | Ally Maki                | Recurrente | Recurrente | Recurrente |        |
| Muffy Tuttle             | Caitlin Carver           | Recurrente | Recurrente | Recurrente |        |
| Kurt Fletcher            | Wyatt Nash               | Recurrente | Recurrente | Recurrente | [ 12 ] |
| Thane Lockwood           | Brant Daugherty          | Recurrente |            |            | [ 13 ] |
| Neika Hobbs              | Nia Long                 | Recurrente |            |            | [ 14 ] |
| Kelsey Phillips          | Nia Jervier              | Recurrente | Recurrente | Recurrente | [ 12 ] |
| Vanessa                  | Francia Raisa            | Recurrente |            |            |        |
| Silvio                   | DJ Blickenstaff          | Recurrente | Recurrente |            |        |
| Milo                     | Álex Alcheh              | Recurrente |            |            |        |
| P. Ninny                 | Lena Waithe              |            | Invitada   |            |        |
| D'Unte                   | Griffin Matthews         |            |            | Recurrente |        |
| Rikki Carter             | Tessa Thompson           |            | Invitada   |            | [ 15 ] |
| Carson Rhodes            | Tyler James Williams     |            | Invitado   |            |        |
| Tina White               | Wendy Raquel Robinson    |            | Invitada   |            |        |
| Moses Brown              | Blair Underwood          |            |            | Recurrente |        |

## Episodios

### Primera temporada (2017)
| No. en serie | N.º en temporada | Título        | Dirigido por     | Escrito por                | Personaje principal del episodio |
| ------------ | ---------------- | ------------- | ---------------- | -------------------------- | -------------------------------- |
| 1            | 1                | Capítulo I    | Justin Simien    | Justin Simien              | Samantha                         |
| 2            | 2                | Capítulo II   | Justin Simien    | Justin Simien              | Lionel                           |
| 3            | 3                | Capítulo III  | Tina Mabry       | Chuck Hayward              | Troy                             |
| 4            | 4                | Capítulo IV   | Tina Mabry       | Njeri Brown                | Coco                             |
| 5            | 5                | Capítulo V    | Barry Jenkins    | Chuck Hayward & Jack Moore | Reggie                           |
| 6            | 6                | Capítulo VI   | Steven Tsuchida  | Leann Bowen                | Samantha                         |
| 7            | 7                | Capítulo VII  | Nisha Ganatra    | Jack Moore                 | Gabe                             |
| 8            | 8                | Capítulo VIII | Charlie McDowell | Nastaran Dibai             | Lionel                           |
| 9            | 9                | Capítulo IX   | Nisha Ganatra    | Chuck Hayward & Jack Moore | Coco                             |
| 10           | 10               | Capítulo X    | Justin Simien    | Justin Simien              | Ninguno                          |

### Segunda temporada (2018)
| No. en serie | N.º en temporada | Título        | Dirigido por               | Escrito por                        | Personaje principal del episodio |
| ------------ | ---------------- | ------------- | -------------------------- | ---------------------------------- | -------------------------------- |
| 11           | 1                | Capítulo I    | Justin Simien              | Justin Simien                      | Samantha                         |
| 12           | 2                | Capítulo II   | Kevin Bray                 | Chuck Hayward                      | Reggie                           |
| 13           | 3                | Capítulo III  | Charlie McDowell           | Justin Simien                      | Lionel                           |
| 14           | 4                | Capítulo IV   | Kimberly Peirce            | Njeri Brown                        | Coco                             |
| 15           | 5                | Capítulo V    | Salli Richardson-Whitfield | Leann Bowen                        | Joelle                           |
| 16           | 6                | Capítulo VI   | Justin Simien              | Jack Moore y Chuck Hayward         | Lionel                           |
| 17           | 7                | Capítulo VII  | Steven Tsuchida            | Yvette Lee Bowser y Nastaran Dibai | Troy                             |
| 18           | 8                | Capítulo VIII | Justin Simien              | Jack Moore                         | Gabe                             |
| 19           | 9                | Capítulo IX   | Janicza Bravo              | Nastaran Dibai y Yvette Lee Bowser | Samantha                         |
| 20           | 10               | Capítulo X    | Justin Simien              | Njeri Brown y Justin Simien        | Ninguno                          |

### Tercera temporada (2019)
| No. en serie | N.º en temporada | Título        | Dirigido por               | Escrito por                  | Personaje principal del episodio |
| ------------ | ---------------- | ------------- | -------------------------- | ---------------------------- | -------------------------------- |
| 21           | 1                | Capítulo I    | Justin Simien              | Jack Moore                   | Al                               |
| 22           | 2                | Capítulo II   | Marta Cunningham           | Leann Bowen                  | Joelle                           |
| 23           | 3                | Capítulo III  | Kimberly Peirce            | Justin Simien                | Samantha                         |
| 24           | 4                | Capítulo IV   | Justin Tipping             | Chuck Hayward                | Troy                             |
| 25           | 5                | Capítulo V    | Cheryl Dunye               | Nastaran Dibai               | Coco                             |
| 26           | 6                | Capítulo VI   | Steven Tsuchida            | Jack Moore y Chuck Hayward   | Gabe                             |
| 27           | 7                | Capítulo VII  | Tiffany Johnson            | Leann Bowen y Steven J. Kung | Lionel                           |
| 28           | 8                | Capítulo VIII | Sam Bailey                 | Njeri Brown                  | Brooke                           |
| 29           | 9                | Capítulo IX   | Salli Richardson-Whitfield | Njeri Brown y Nastaran Dibai | Ninguno                          |
| 30           | 10               | Capítulo X    | Justin Simien              | Justin Simien                | Reggie                           |

## Controversia
El tráiler inicial del programa de televisión atrajo algunas respuestas de ira con la serie, acusado por algunos usuarios de Twitter de ser racista de los blancos y llamando a un boicot de Netflix. El tráiler en Youtube para la serie recibió muchos más 'no me gusta' que 'me gusta'. El creador de la serie Justin Simien respondió positivamente al boicot, comentando que se reiteró el punto de la serie, y que por tanto atrajo más atención.